# Marathon d'Istanbul
Le marathon d'Istanbul est une course de marathon se déroulant tous les ans, en novembre, dans les rues d'Istanbul, en Turquie. Créée en 1979, l'épreuve fait partie du circuit international des IAAF Road Race Label Events, dans la catégorie des « Labels d'or ».
La course part de la rive asiatique de la ville, traverse le Bosphore par le pont intercontinental, pont des Martyrs du 15-Juillet, et rejoint la ville historique en longeant le Bosphore et en traversant la ville moderne, levantine, ottomane et byzantine.
Le directeur de la course est Restan Özak, et le marathon d'Istanbul est organisé par La municipalité d'Istanbul et Sport AS.
En 1995, le président turc Recep Tayyip Erdoğan, alors qu'il venait d'être élu nouveau maire d'Istanbul a initié une nouvelle course de huit kilomètres où participaient avec lui plus de 100 000 participants. La même année, alors que le montant des prix attribués aux femmes était inférieur de 50 % à celui des hommes, Monsieur Erdoğan a doublé le montant attribué aux femmes afin que les hommes et les femmes bénéficient de l'égalité des prix. On peut dire que c'est à partir de cette période, où Mehmet Atalay était le directeur du service municipal des sports de la ville d'Istanbul, que le marathon intercontinental d’Istanbul, également appelé Avrasiya Maratonu, a vraiment pris son envol.
Cette même année, sur l'initiative d'André Ciccodicola, rédacteur en chef de la revue Jogging International et de Jean Michel Foucault, directeur de l'agence de voyages Tab Turizm, réceptif en Turquie et DMC francophone, de nombreux Français ont commencé à venir courir ce marathon et une collaboration entre le marathon d'Istanbul et l'agence de voyage Tab turizm s'est installée. En 1996, un contrat d'exclusivité avait d'ailleurs été signé entre l'agence et le marathon d’Istanbul afin de développer encore plus la venue de coureurs français et francophones.
À ses débuts, le marathon d'Istanbul a pour objectif principal de se faire connaitre en invitant des marathoniens célèbres et des coureurs professionnels, et le concept du marathon loisir prendra du temps à être mis en place. Le premier parcours années 1970 et 1980, qui, après la traversée du pont des Martyrs du 15-Juillet emprunte des voies expresses ou des grandes avenues de zones résidentielles, ne séduit pas les amateurs de la course-loisir, et ce premier itinéraire, bien que modifié au début des années 1990, restera longtemps un handicap pour convaincre de nouveaux amateurs de venir courir à Istanbul,mais les groupes de coureurs français, les amis journalistes de la presse sportive, aideront beaucoup par leurs critiques et conseils à faire évoluer dans le bon sens cet itinéraire et il faut saluer, à cette époque l'écoute de Mehmet Atalay et de Restan Özak, qui contribueront à faire de l'itinéraire d'aujourd'hui, un marathon exceptionnel. L'attrait du marathon d'Istanbul n'est pas seulement d'être une course ayant lieu sur deux continents, d'Asie et Europe, mais c'est d'abord une course où l'on remonte dans l'histoire et dans le temps. Le départ a lieu au XXIe siècle et après la traversée du Bosphore, on court à travers l'histoire turque et ottomane pour arriver à Byzance et cela en traversant les quartiers historiques, en longeant le Bosphore et la Corne d'Or.

## Palmarès

### Marathon
Record de l'épreuve
| Années | Hommes               | Temps           | Femmes             | Temps           |
| ------ | -------------------- | --------------- | ------------------ | --------------- |
| 2021   | Victor Kiplangat     | 2 h 10 min 18 s | Sheila Jerotich    | 2 h 24 min 15 s |
| 2020   | Benard Cheruiyot     | 2 h 11 min 49 s | Diana Kipyokei     | 2 h 22 min 06 s |
| 2019   | Daniel Kibet         | 2 h 09 min 44 s | Hirut Tibebu       | 2 h 23 min 40 s |
| 2018   | Felix Kimutai        | 2 h 09 min 57 s | Ruth Chepngetich   | 2 h 18 min 35 s |
| 2017   | Abraham Kiprotich    | 2 h 13 min 30 s | Ruth Chepngetich   | 2 h 22 min 36 s |
| 2016   | Evans Kiplagat       | 2 h 13 min 30 s | Agnes Barsosio     | 2 h 28 min 25 s |
| 2015   | Eliaz Kemboi Chelimo | 2 h 11 min 17 s | Amane Gobena       | 2 h 31 min 54 s |
| 2014   | Hafid Chani          | 2 h 11 min 53 s | Amane Gobena       | 2 h 28 min 47 s |
| 2013   | Siraj Gena           | 2 h 13 min 19 s | Rebecca Chesir     | 2 h 29 min 05 s |
| 2012   | Stephan Chebogut     | 2 h 11 min 05 s | Koren Jelela Yal   | 2 h 28 min 06 s |
| 2011   | Vincent Kiplagat     | 2 h 10 min 58 s | Alemitu Abera      | 2 h 27 min 56 s |
| 2010   | Vincent Kiplagat     | 2 h 10 min 42 s | Ashu Kasim         | 2 h 27 min 25 s |
| 2009   | Kasime Adilo Roba    | 2 h 12 min 14 s | Bizunesh Urgesa    | 2 h 32 min 45 s |
| 2008   | Kasime Adilo Roba    | 2 h 11 min 16 s | Nailya Yulamanova  | 2 h 30 min 17 s |
| 2007   | David E. Cheruiyot   | 2 h 10 min 56 s | A.Bayisa Tesema    | 2 h 29 min 05 s |
| 2006   | Mindaugas Pukstas    | 2 h 12 min 49 s | Madina Biktagirova | 2 h 28 min 18 s |
| 2005   | Joseph Mbithi        | 2 h 15 min 13 s | Madina Biktagirova | 2 h 34 min 25 s |
| 2004   | David Kiptanui       | 2 h 18 min 19 s | Svetlana Demidenko | 2 h 34 min 25 s |
| 2003   | Belay Welashe        | 2 h 18 min 42 s | Rimma Dubovik      | 2 h 36 min 49 s |
| 2002   | David Kiptanui       | 2 h 18 min 42 s | Rimma Dubovik      | 2 h 37 min 20 s |
| 2001   | Turbe Bedaso         | 2 h 18 min 21 s | Ludmila Puskina    | 2 h 38 min 21 s |
| 2000   | Rop Josephat         | 2 h 17 min 03 s | Rodica Chirata     | 2 h 37 min 39 s |
| 1999   | Taye Moges           | 2 h 13 min 55 s | Adriana Barbu      | 2 h 35 min 57 s |
| 1998   | Taye Moges           | 2 h 15 min 28 s | N. Galushka        | 2 h 38 min 10 s |
| 1997   | Taye Moges           | 2 h 13 min 37 s | Adriana Barbu      | 2 h 34 min 39 s |
| 1996   | Stephen Langart      | 2 h 18 min 51 s | P. Elena           | 2 h 37 min 38 s |
| 1995   | Stephen Langart      | 2 h 17 min 26 s | Firaya Sultanova   | 2 h 34 min 44 s |
| 1994   | B. Goromonzi         | 2 h 24 min 58 s | Serap Aktaş        | 2 h 46 min 42 s |
| 1993   | Jacop Ngunzu         | 2 h 20 min 43 s | Elena Spetova      | 2 h 48 min 10 s |
| 1992   | Cihangir Demirel     | 2 h 23 min 28 s | Buia Aurica        | 2 h 26 min 29 s |
| 1991   | Terry Mitchell       | 2 h 23 min 28 s | Jacki Davis        | 2 h 49 min 24 s |
| 1990   | Gazi Aşıkoğlu        | 2 h 23 min 09 s |                    |                 |
| 1989   | Aydın Çeken          | 2 h 27 min 41 s | Ria van Loon       | 3 h 14 min 19 s |
| 1988   | Ahmet Altun          | 2 h 15 min 06 s |                    |                 |
| 1987   | Jeus Worsner         | 2 h 16 min 08 s |                    |                 |
| 1986   | Hanefi Atmaca        | 2 h 23 min 20 s |                    |                 |
| 1985   | Mehmet Terzi         | 2 h 12 min 50 s |                    |                 |
| 1984   | Mehmet Yurdadön      | 2 h 22 min 30 s |                    |                 |
| 1983   | Ian Thompson         | 2 h 23 min 35 s |                    |                 |
| 1982   | İsmail Karagöz       | 2 h 41 min 13 s |                    |                 |
| 1981   | Süleyman Sılacı      | 2 h 31 min 40 s |                    |                 |
| 1980   | Necmettin Sağlam     | 2 h 36 min 00 s |                    |                 |
| 1979   | Hasan Saylan         | 2 h 35 min 39 s |                    |                 |

### 15 km
Record de l'épreuve
| Années | Hommes                                              | Temps                                               | Femmes                                              | Temps                                               |
| ------ | --------------------------------------------------- | --------------------------------------------------- | --------------------------------------------------- | --------------------------------------------------- |
| 2021   | Vi̇ctor Chepkwony                                    | 45 min 02 s                                         | Naomi̇ Chepngeno                                     | 50 min 21 s                                         |
| 2020   | Course annulée en raison de la pandémie de Covid-19 | Course annulée en raison de la pandémie de Covid-19 | Course annulée en raison de la pandémie de Covid-19 | Course annulée en raison de la pandémie de Covid-19 |
| 2019   | Mathew Kimeli                                       | 43 min 40 s                                         | Tsigie Gebreselama                                  | 49 min 41 s                                         |
| 2018   | Shadrack Korir                                      | 43 min 04 s                                         | Yasemin Can                                         | 47 min 43 s                                         |
| 2017   | Abe Gashahun                                        | 43 min 49 s                                         | Yasemin Can                                         | 48 min 59 s                                         |
| 2016   | Jemal Yimer                                         | 44 min 14 s                                         | Yasemin Can                                         | 48 min 40 s                                         |
| 2015   | Benard Cheruiyot Sang                               | 43 min 24 s                                         | Ruti Aga Sora                                       | 49 min 41 s                                         |
| 2014   | Layesh Tsige Abebaw                                 | 49 min 54 s                                         | Cathy Mutwa                                         | 52 min 05 s                                         |
| 2013   | Birhan Nebebew Tesfaye                              | 43 min 21 s                                         | Yenenesh Tilahun Dinkesa                            | 49 min 52 s                                         |
| 2012   | Biruk Demiye                                        | 43 min 57 s                                         | Seboka Seyfu                                        | 48 min 38 s                                         |
| 2011   | Atsedu Tsegay Tesfay                                | 44 min 05 s                                         | Sosena Gezaw                                        | 50 min 45 s                                         |
| 2010   | Abayneh Ayele Woldegiorgis                          | 45 min 43 s                                         | Emily Chebet                                        | 48 min 44 s                                         |
| 2009   | Henok Teseaye Heyi                                  | 45 min 18 s                                         | Mare Ibrahimova                                     | 50 min 56 s                                         |
| 2008   | Selim Bayrak                                        | 43 min 54 s                                         | Luminita Talpos                                     | 50 min 29 s                                         |
| 2007   | Shimelis Girma                                      | 43 min 20 s                                         | Luminita Talpos                                     | 48 min 42 s                                         |
| 2006   | Abraham Rotich                                      | 44 min 01 s                                         | Binnaz Uslu                                         | 50 min 30 s                                         |
| 2005   | Tewodros Shiferanu                                  | 44 min 25 s                                         | Binnaz Uslu                                         | 53 min 42 s                                         |
| 2004   | Iaroslav Musinschi                                  | 45 min 58 s                                         | Arzu Berk                                           | 58 min 05 s                                         |
| 2003   | Sergey Ivanov                                       | 44 min 48 s                                         | Miriam Wangari                                      | 51 min 12 s                                         |
| 2002   | Kiplaget Eric                                       | 45 min 37 s                                         | Cathy Mutwa                                         | 52 min 05 s                                         |
| 2001   | Jussi Utriainen                                     | 45 min 29 s                                         | Petrama Petkova                                     | 55 min 00 s                                         |
| 2000   | Abdülkadir Türk                                     | 45 min 23 s                                         | Ebru Kavaklıoğlu                                    | 52 min 25 s                                         |
| 1999   | Itok Benjamin                                       | 44 min 38 s                                         | Betozan Mihaela                                     | 50 min 12 s                                         |